# Laaksaare

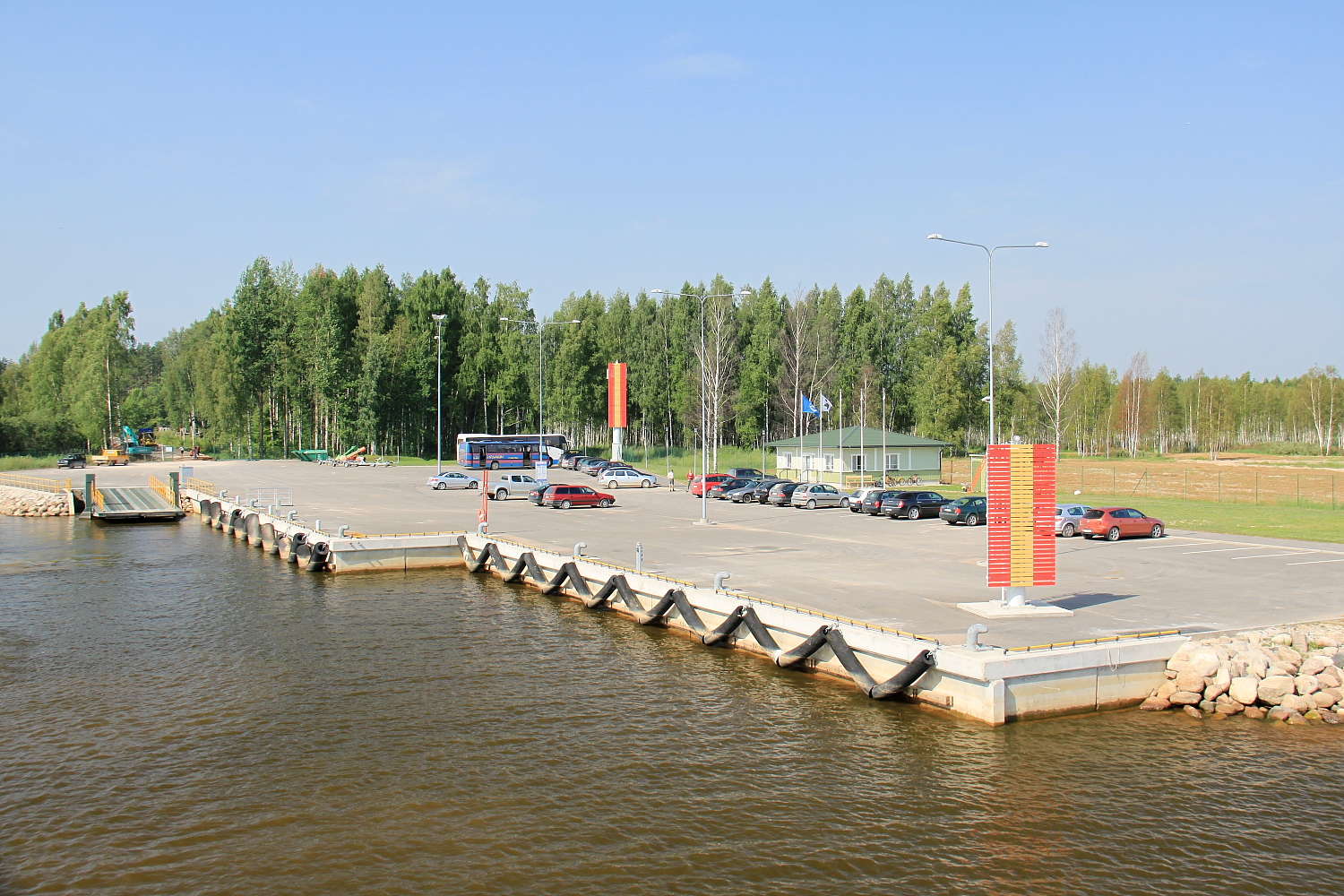
Laaksaare sadam

Laaksaare ist ein Hafen, der sich am Warmen See im Dorf Parapalu, Landgemeinde Räpina im Kreis Põlva (bis 2017 Meeksi im Kreis Tartu) in Estland befindet. Zwischen Laaksaare und der Insel Piirissaar verkehrt die von der AS Kihnu Veeteed betriebene Fähre Koidula.
Koordinaten: 58° 20′ 18″ N, 27° 25′ 0″ O